# Dies irae

Dies irae -Also sprach Zarathustra-(디에스 이레, 자라투스트라는 이렇게 말했다 / ディエス・イレ アルゾ・シュプラーハ・ツァラトゥストラ)는 일본의 게임 제작사 light의 성인 게임과 그것을 원작으로 하는 TV 애니메이션이다.

## 줄거리
제2차 세계 대전이 끝날 무렵인 1945년 5월 1일, 독일. 함락 직전이 된 수도 베를린에 성창 13 기사단(聖槍十三騎士団)이라고 불리는 자들이 있었다. 그들에게는 저들 나라의 패퇴(敗退)란 보잘것없는 일이었고 오히려 전쟁의 희생물이 된 수많은 백성들을 의문의 의식의 촉매로 제물로 삼았던 것이다. 전쟁 발발 후 그들의 존재는 역사의 어둠 속에 숨어 있었고 그 행방을 아는 사람은 아무도 없다.
그리고 61년 후, 서기 2006년의 일본. 스와하라 시(諏訪原市)에 사는 평범한 학생 후지이 렌(藤井 蓮)은 절친한 친구인 유사 시로(遊佐 司狼)와 어떤 계기로 주먹 다짐의 결투를 벌였고 그 결과 만신창이가 되어 2개월이나 입원 생활을 해야 했다. 그 후 무사히 퇴원해, 소꿉친구 아야세 카즈미(綾瀬 香純)나 선배 히무로 레이아(氷室 玲愛)와 함께 원래의 학원 생활로도 돌아오고 있었다.
그러나 성탄절도 가까워진 12월의 스와하라 시에서는 사람이 참수돼 살해되는 무차별 연쇄 괴한 사건이 벌어지기 시작한다. 기묘하게도 렌은 그 무렵부터 자신이 단두대에서 목을 베는 끔찍한 악몽에 가위 눌리기 시작했다. 하지만 그것은 그에게 있어서 공포와 고민에 가득찬 싸움의 이야기의 전조였을 뿐이었다.
뒤집히는 일상. 암약(暗躍)하는 나치의 잔당. 거리는 전쟁터로 변하면서 상식을 초월한 부조리가 렌을 덮친다. 싸우지 않으면 살아남을 수 없는 현실 앞에서 그는 평범한 생활을 되찾을 수 있을까.